# Mercedes-Benz 170S
Mercedes-Benz 170S — полноразмерный люксовый автомобиль компании Mercedes-Benz, выпускавшийся с 1949 по 1955 год с различными вариантами бензиновых и дизельных двигателей.

## История
Первоначально автомобиль оснащался 1,8-литровым рядным четырёхцилиндровым двигателем M136, который также устанавливался на Mercedes-Benz 170V. 170S является первым автомобилем компании Mercedes-Benz с суффиксом S (Sonder modell), обозначающим высокий уровень комфорта и качества.
Производство автомобиля Mercedes-Benz 170S началось в мае 1949 года. Первая модернизация модели произошла в январе 1952 года.
С появлением Mercedes-Benz W120 в 1953 году модель Mercedes-Benz 170S была переименована в 170 S-V. В 1955 году производство автомобиля было остановлено.

## Обзор Mercedes-Benz 170S
- 170 S (W136: 1949—1952) — первая модель в серии 170S.
- 170 Sb/170 DS (W191: 1952—1953) — обновлённый дизайн, новая линейка двигателей.
- 170 S-V/170 S-D (W136: 1953—1955) — переработанный дизайн.

## Галерея

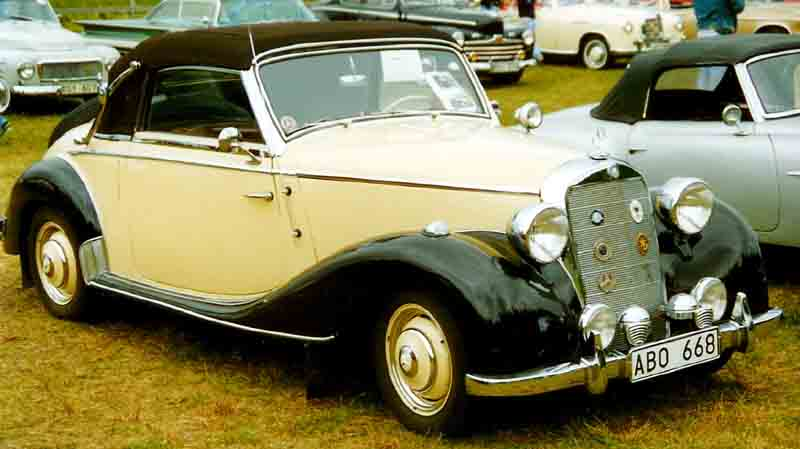
Mercedes-Benz 170 S «Cabriolet А» (1949—1951)
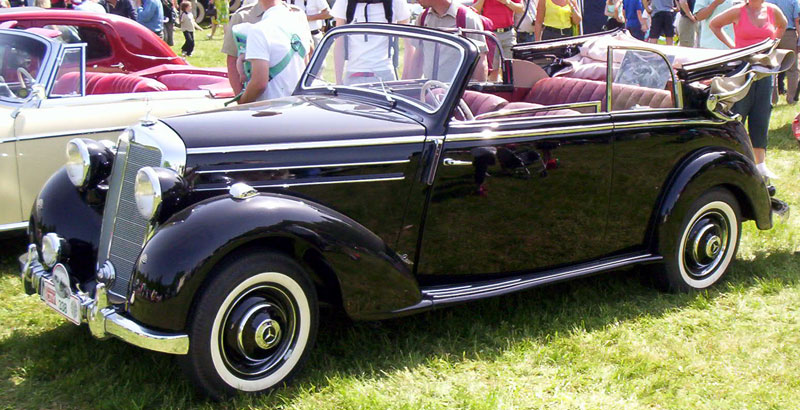
Mercedes-Benz 170 S «Cabriolet B» (1949—1951)
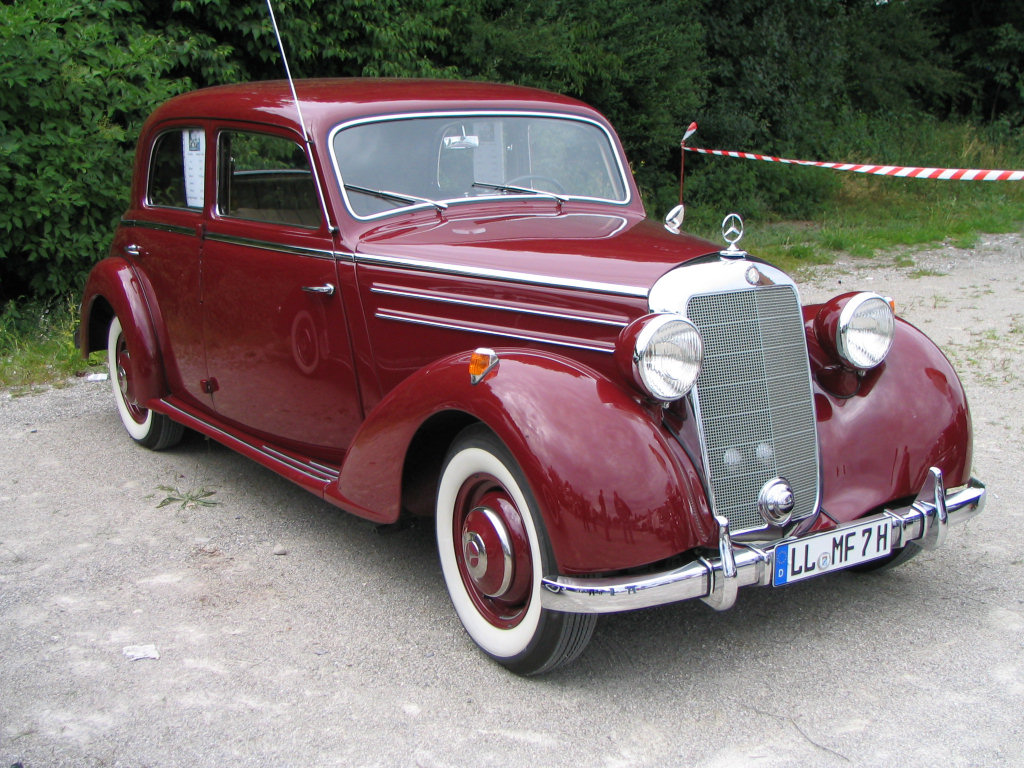
Mercedes-Benz 170 V/170 S
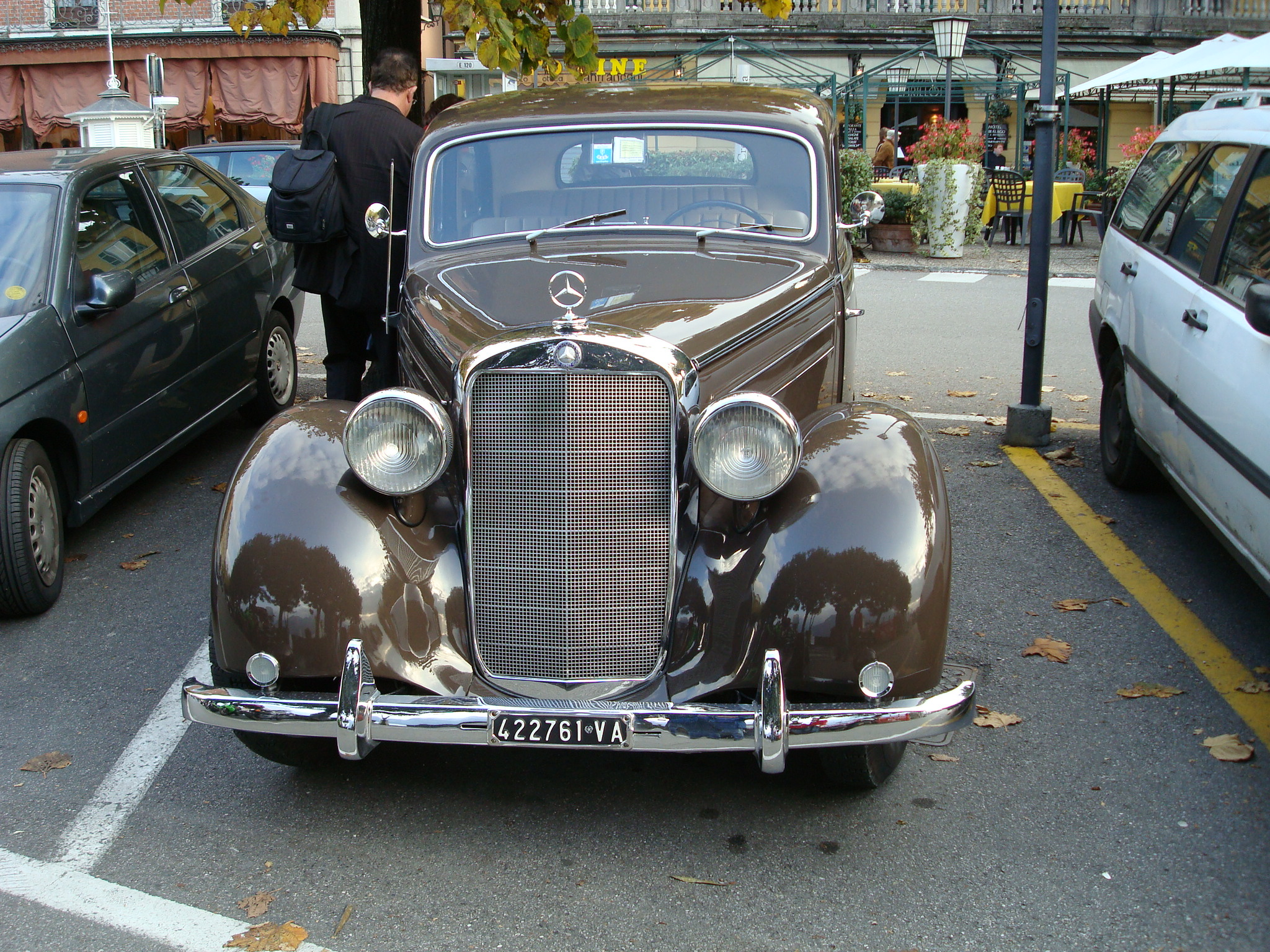
Mercedes-Benz 170 DS (W191)
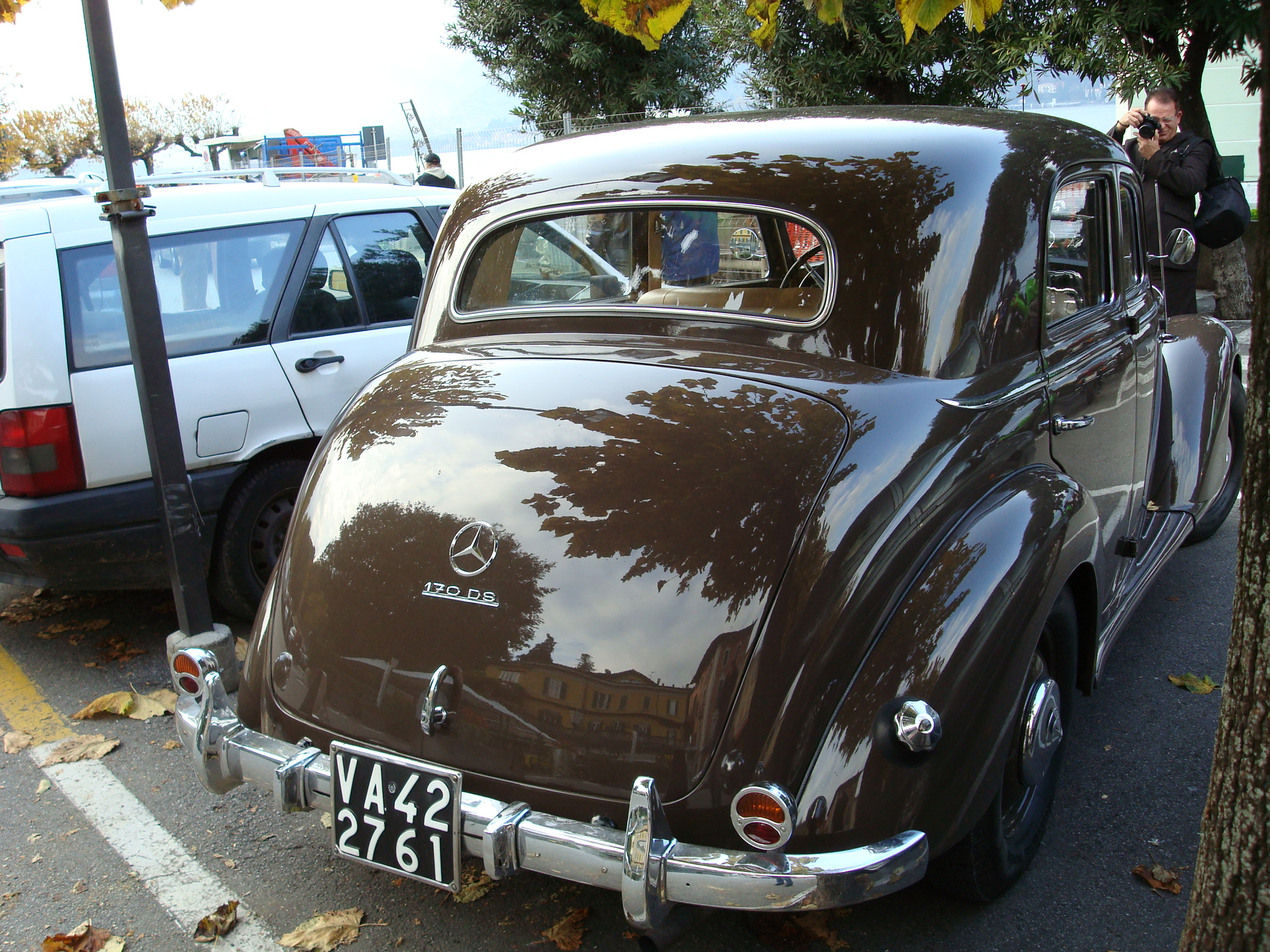
Вид сзади
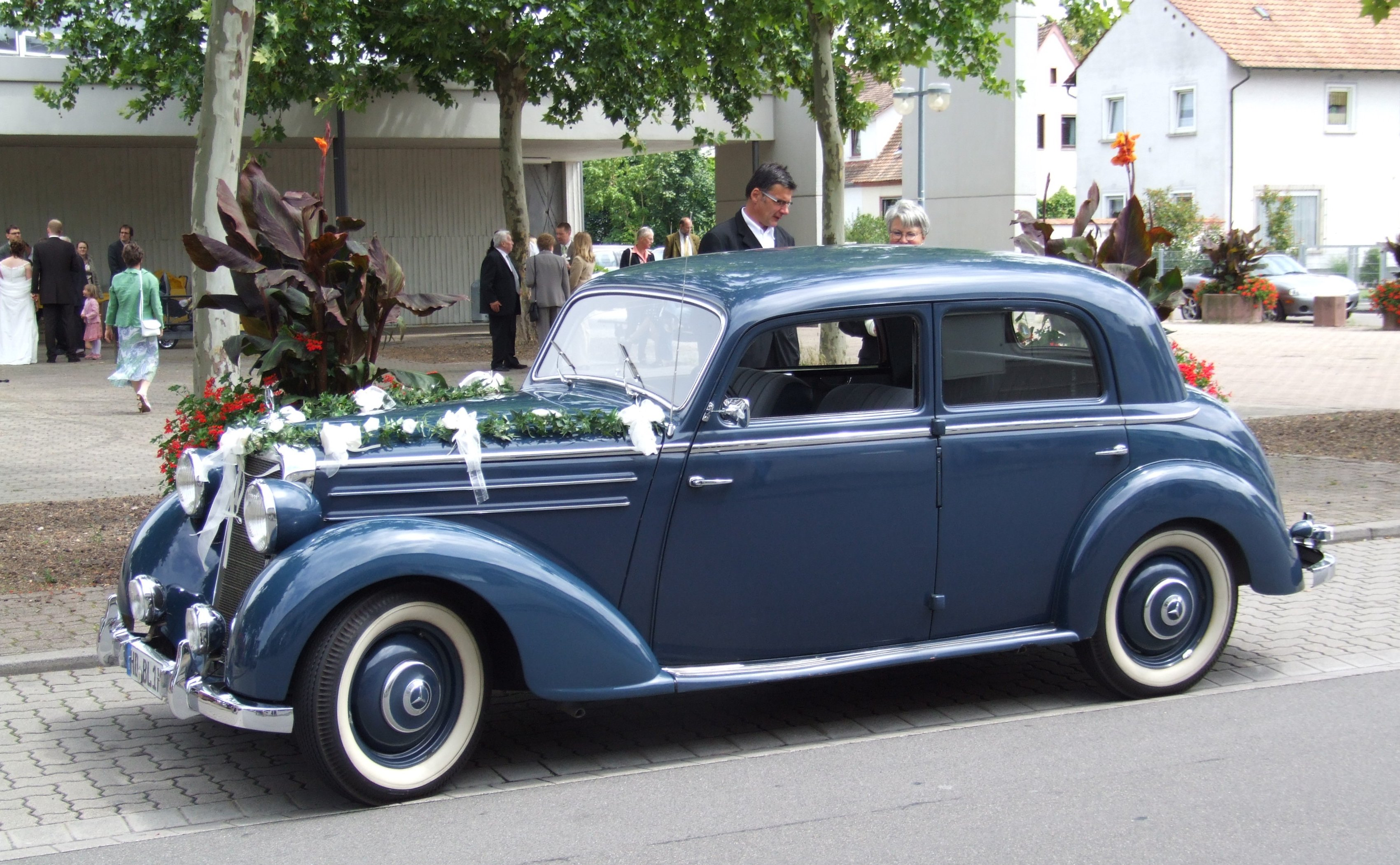
Mercedes-Benz 170 DS
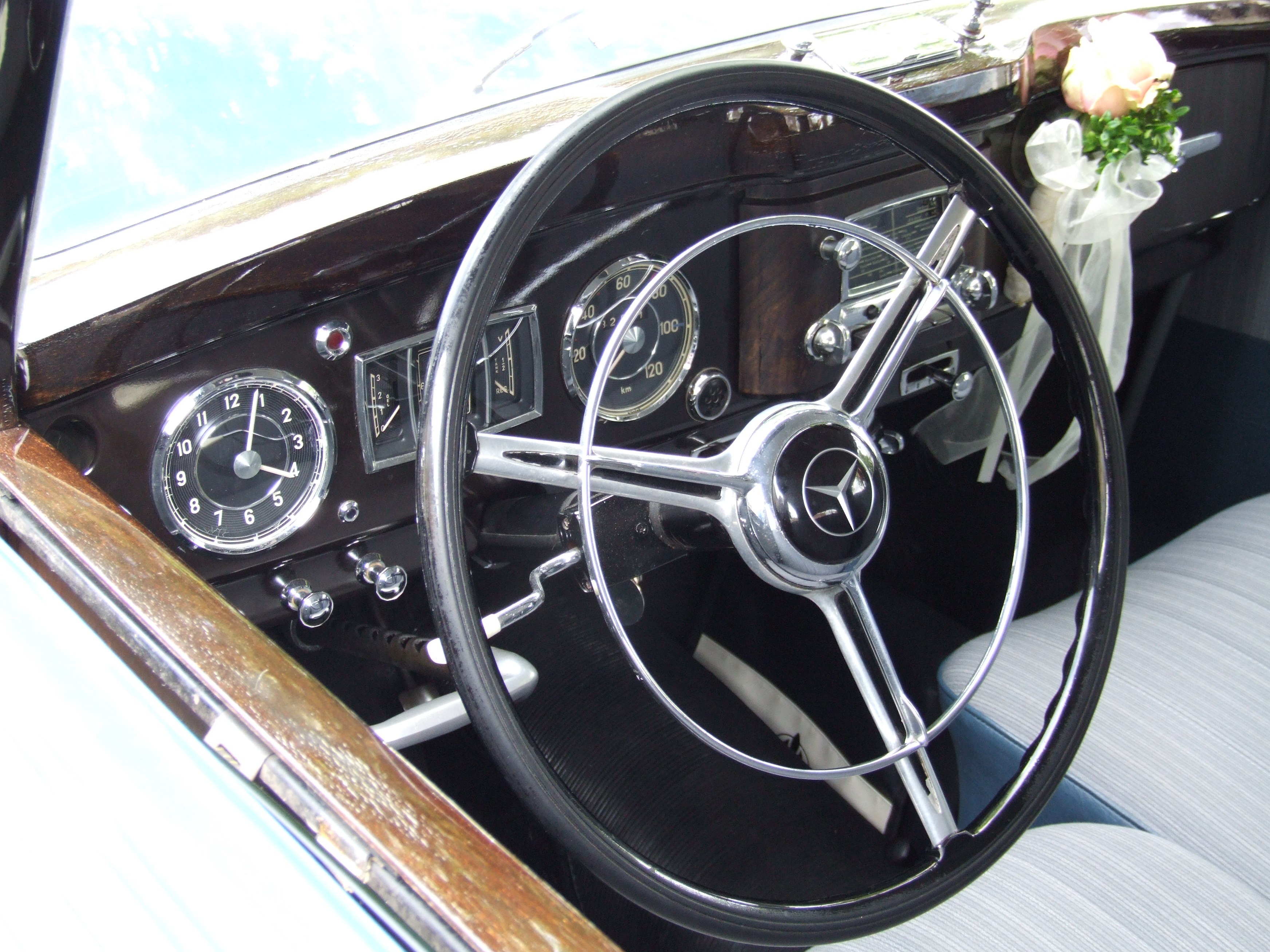
Приборная панель